# 사완구

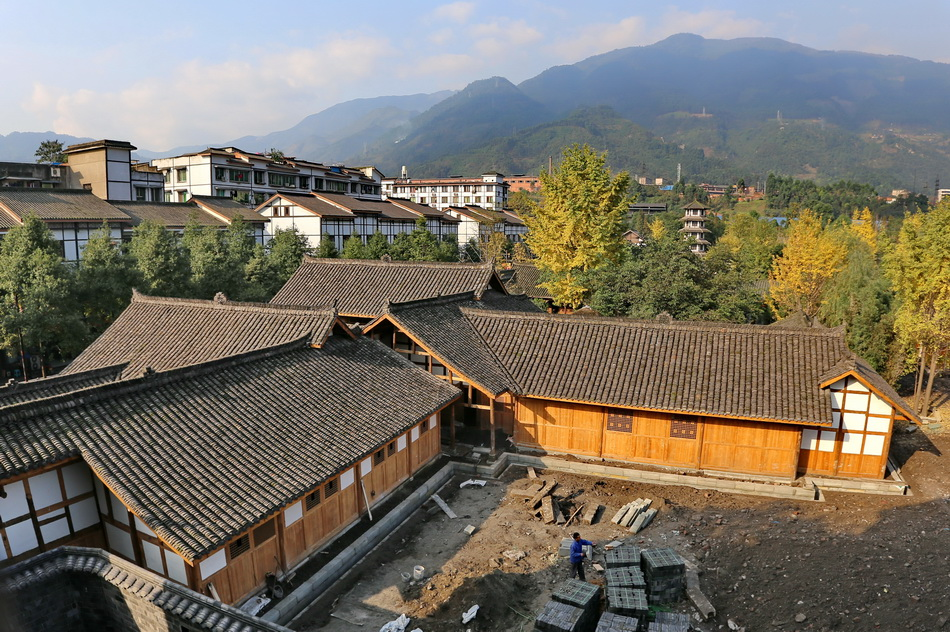

사완구(한국어: 사만구, 중국어: 沙湾区, 병음: Shāwān Qū)는 중화인민공화국 쓰촨성 러산 시의 현급 행정구역이다. 넓이는 617km2이고, 인구는 2007년 기준으로 200,000명이다.

## 기후
연평균 기온은 17.4°C이고 연평균 강수량은 1600mm이다.

## 행정 구역
8개 진, 5개 향을 관할한다.
- 진: 沙湾镇, 嘉农镇, 太平镇, 福禄镇, 牛石镇, 龚嘴镇, 葫芦镇, 踏水镇.
- 향: 谭坝乡, 轸溪乡, 范店乡, 铜茨乡, 碧山乡.